# Erythroxylum ellipticum
Erythroxylum ellipticum är en tvåhjärtbladig växtart som beskrevs av Robert Brown och George Bentham. Erythroxylum ellipticum ingår i släktet Erythroxylum och familjen Erythroxylaceae. Inga underarter finns listade i Catalogue of Life.